# Jeux panaméricains de 1979
Navigation
Édition précédente Édition suivante
Les VIIIe Jeux panaméricains se déroulent du 1er au 15 juillet 1979 à San Juan (Porto Rico). 3 700 athlètes représentant 34 nations du continent américain sont présents dans cette compétition.

## Tableau des médailles
- Pays hôte

| Rang  | Nation                      | Or  | Argent | Bronze | Total |
| ----- | --------------------------- | --- | ------ | ------ | ----- |
| 1     | États-Unis                  | 126 | 95     | 45     | 266   |
| 2     | Cuba                        | 46  | 47     | 34     | 145   |
| 3     | Canada                      | 24  | 43     | 71     | 138   |
| 4     | Argentine                   | 12  | 7      | 17     | 36    |
| 5     | Brésil                      | 9   | 13     | 17     | 39    |
| 6     | Mexique                     | 3   | 6      | 29     | 38    |
| 7     | Porto Rico                  | 2   | 9      | 10     | 21    |
| 8     | Chili                       | 1   | 4      | 6      | 11    |
| 9     | Venezuela                   | 1   | 4      | 4      | 9     |
| 10    | République dominicaine      | 0   | 5      | 10     | 15    |
| 11    | Jamaïque                    | 0   | 4      | 1      | 5     |
| 12    | Panama                      | 0   | 2      | 2      | 4     |
| 13    | Guyana                      | 0   | 2      | 1      | 3     |
| 14    | Colombie                    | 0   | 1      | 8      | 9     |
| 15    | Pérou                       | 0   | 1      | 2      | 3     |
| 16    | Bahamas                     | 0   | 1      | 0      | 1     |
| 17    | Équateur                    | 0   | 0      | 2      | 2     |
| 18    | Antilles néerlandaises      | 0   | 0      | 1      | 1     |
| 18    | Honduras britannique        | 0   | 0      | 1      | 1     |
| 18    | Îles Vierges des États-Unis | 0   | 0      | 1      | 1     |
| 18    | Salvador                    | 0   | 0      | 1      | 1     |
| Total | Total                       | 242 | 244    | 263    | 749   |

## Sports
| - Tir à l'arc - Athlétisme - Baseball - Basket-ball - Boxe - Cyclisme - Plongeon - Équitation - Escrime - Football - Gymnastique - Hockey - Judo | - Roller de vitesse - Aviron - Tir - Softball - Natation - Natation synchronisée - Tennis de table - Tennis - Volley-ball - Haltérophilie - Lutte - Voile |